# Episodi di Bleach (prima stagione)

Eyecatch di Bleach durante la prima stagione

La prima stagione dell'anime Bleach si intitola saga del sostituto Shinigami (BLEACH 死神代行篇?, Burīchi: Shinigami daikō hen) e comprende gli episodi dall'uno al venti. La regia delle puntate è a cura di Noriyuki Abe e sono prodotte da TV Tokyo, Dentsu e Pierrot. Gli episodi sono adattati dal manga omonimo di Tite Kubo e corrispondono agli eventi narrati nei primi 70 capitoli. La trama racconta le avventure di Ichigo Kurosaki, di come egli diventi uno Shinigami e di come sostituisca nei suoi doveri Rukia Kuchiki. La prima stagione è andata in onda in Giappone dal 5 ottobre 2004 al 22 febbraio 2005 su TV Tokyo.
La prima stagione dell'anime utilizza tre sigle: una di apertura e due di chiusura. La sigla di apertura è Asterisk degli Orange Range; la sigla di chiusura per i primi 13 episodi è Life is Like a Boat di Rie Fu, mentre per gli ultimi sette è stata usata Thank You!! degli Home Made Kazoku.
L'edizione italiana è stata pubblicata il 26 aprile 2021 su Prime Video.

## Lista episodi
| Nº | Titolo italiano Giapponese 「Kanji」 - Rōmaji | In onda          | In onda        |
| Nº | Titolo italiano Giapponese 「Kanji」 - Rōmaji | Giapponese       | Italiano       |
| 1  | Il giorno in cui sono diventato uno Shinigami 「死神になっちゃった日」 - Shinigami ni nacchatta hi | 5 ottobre 2004   | 26 aprile 2021 |
| 1  | Ichigo Kurosaki è un ragazzo di 15 anni che può vedere gli spiriti. Mentre cerca di proteggere lo spirito di una ragazzina da un Hollow, assiste allo scontro fra questo ed una Shinigami. Più tardi la donna viene notata da Ichigo mentre attraversa la sua stanza per seguire le tracce di un Hollow che, dopo poco, attacca la famiglia del ragazzo. La shinigami, che si chiama Rukia Kuchiki, viene ferita per proteggerli ed è costretta a cedere parte dei suoi poteri ad Ichigo che, diventato uno Shinigami, riesce a sconfiggere il mostro. |                  |                |
| 2  | Il lavoro dello Shinigami 「死神のお仕事」 - Shinigami no oshigoto | 12 ottobre 2004  | 26 aprile 2021 |
| 2  | Ichigo scopre che Rukia è una sua nuova compagna di classe; lei gli rivela di aver perso quasi tutti i suoi poteri e gli chiede di svolgere il lavoro di Shinigami al posto suo. All'inizio Ichigo rifiuta, dicendo che non è così buono da salvare tutti. In seguito, di fronte allo spirito di un bambino che sta per essere mangiato, Rukia gli dice che non può salvare solo chi ha di fronte, ma deve decidere se ignorare ogni spirito o salvarli tutti, anche a costo della vita. Più tardi, Ichigo e Rukia, che ora vive nell'armadio del ragazzo, vengono attaccati da un Hollow che si rivela essere il fratello di Orihime Inoue, compagna di classe di Ichigo. |                  |                |
| 3  | Il desiderio del fratello maggiore, il desiderio della sorella minore 「兄の想い、妹の想い」 - Ani no omoi, imōto no omoi | 19 ottobre 2004  | 26 aprile 2021 |
| 3  | Ichigo scopre che l'Hollow ha preso di mira Orihime e Tatsuki Arisawa, altra compagna di Ichigo. Lo spirito di Orihime viene separato dal suo corpo e Tatsuki viene attaccata, ma Ichigo riesce a fermare l'Hollow. Orihime riconosce suo fratello all'interno dell'Hollow e si scusa per averlo reso triste; in un momento di lucidità, questi usa la spada di Ichigo contro se stesso. Ichigo accetta finalmente di aiutare Rukia nel lavoro da Shinigami. |                  |                |
| 4  | Il parrocchetto maledetto 「呪いのインコ」 - Noroi no inko | 26 ottobre 2004  | 26 aprile 2021 |
| 4  | Un amico di Ichigo, Yasutora Sado, chiamato da tutti Chad, viene in possesso di un pappagallo di cui tutti i precedenti padroni hanno avuto numerosi incidenti. In realtà in esso è nascosta l'anima di un bambino, Shibata, perseguitato da un Hollow. Chad viene ricoverato nella clinica di famiglia dei Kurosaki dove Karin, sorella di Ichigo, percepisce lo spirito del bambino. Chad fugge dalla clinica per proteggere tutti, ma viene raggiunto da Rukia. |                  |                |
| 5  | Colpisci il nemico invisibile! 「見えない敵を殴れ!」 - Mienai teki o nagure! | 2 novembre 2004  | 26 aprile 2021 |
| 5  | Seguendo le indicazioni di Rukia, Chad riesce a tener testa all'Hollow anche se non può vederlo. Ichigo riesce infine a sconfiggere il mostro, per il quale si spalancano le porte dell'Inferno; prima di morire e trasformarsi in Hollow, infatti, l'uomo era stato un serial killer ed aveva ucciso la madre del bambino. Ichigo ne manda lo spirito verso la Soul Society, il luogo dove si recano le anime dei defunti. |                  |                |
| 6  | Scontro letale! Ichigo vs Ichigo 「死闘！一護VSイチゴ」 - Shitō! Ichigo VS Ichigo | 9 novembre 2004  | 26 aprile 2021 |
| 6  | All'emporio di Kisuke Urahara, Rukia procura ad Ichigo una gigonkan, o anima temporanea, per permettergli di estrarre l'anima dal suo corpo anche quando lei non c'è. Ichigo la usa subito per andare a sconfiggere un Hollow, ma quando torna a scuola scopre che l'anima agisce in modo strano, entrando in classe dalla finestra e importunando le compagne. Ichigo inizia a combattere contro l'anima ancora nel suo corpo ma questo riesce a fuggire. Durante l'inseguimento, Rukia spiega ad Ichigo che potrebbe trattarsi di un'anima modificata, che in passato venivano inserite nei corpi dei morti per potenziarne le capacità fisiche ed usarli contro gli Hollow, ma che in seguito sono state distrutte perché venne ritenuto inopportuno far combattere i corpi dei morti. L'anima modificata attacca tre ragazzi ma viene bloccata da Ichigo. |                  |                |
| 7  | Kon-gratulazioni da un peluche 「ぬいぐるみからコンにちは」 - Nuigurumi kara Konnichiwa | 16 novembre 2004 | 26 aprile 2021 |
| 7  | Dopo essere riuscita a scappare, l'anima modificata torna dove ha attaccato i tre ragazzi per combattere contro un Hollow; nello scontro viene ferito ad una spalla, ma Ichigo riesce ad uccidere l'Hollow e ad evitare che il suo corpo subisca ulteriori danni. Poco dopo vengono raggiunti da Urahara che estrae l'anima dal corpo di Ichigo, ma sia questi che Rukia si oppongono al ritiro della merce difettosa e alla sua distruzione. Non trovando un corpo migliore, inseriscono l'anima modificata dentro un peluche a cui danno il nome Kon e che vivrà nello stesso armadio di Rukia. Il giorno seguente, mentre la famiglia Kurosaki si prepara per l'anniversario della morte di Masaki, madre di Ichigo, nella Soul Society uno Shinigami viene incaricato di indagare sulla permanenza prolungata di Rukia nel mondo degli umani. |                  |                |
| 8  | 17 giugno, i ricordi nella pioggia 「6月17日、雨の記憶」 - Rokugatsu jūnananichi, ame no kioku | 23 novembre 2004 | 26 aprile 2021 |
| 8  | La famiglia Kurosaki si reca in visita alla tomba di Masaki, dove Ichigo incontra Rukia che gli chiede se la morte di sua madre possa essere stata causata da un Hollow. Lo Shinigami inviato dalla Soul Society cerca di scoprire perché Rukia non sia ancora tornata e viene a sapere da Ichigo che gli ha ceduto i suoi poteri, in violazione alle leggi della Soul Society. Mentre lo Shinigami e Ichigo combattono, Karin e Yuzu, sorelle di Ichigo, vengono attaccate da un Hollow. |                  |                |
| 9  | Nemico imbattibile 「倒せない敵」 - Taosenai teki | 30 novembre 2004 | 26 aprile 2021 |
| 9  | Ichigo salva le sue sorelle e scopre che l'Hollow che le ha attaccate, Grand Fisher, è colui che aveva ucciso sua madre sei anni prima. Ichigo chiede a Rukia di non intromettersi nel combattimento e la ragazza, che ha capito che sta combattendo per il suo onore, si sforza di assecondarlo; Ichigo riesce a sconfiggere l'Hollow ma non ad ucciderlo. Lo Shinigami, dopo aver visto Ichigo combattere, decide di tornare alla base e di non riferire del trasferimento dei poteri tra Rukia e Ichigo. Più tardi, Ichigo e suo padre Isshin si ritrovano davanti alla tomba di Masaki e l'uomo gli dice di essere felice e non sentirsi in colpa, perché è l'uomo per cui la donna che amava ha perso la vita. |                  |                |
| 10 | Raid inaspettati in luoghi infestati 「ぶらり霊場突撃の旅!」 - Burari reiba totsugeki no tabi! | 7 dicembre 2004  | 26 aprile 2021 |
| 10 | Quando la popolare star televisiva e medium Don Kanonji cerca di esorcizzare in diretta televisiva uno spirito strappando la sua catena del fato, ottiene invece di trasformarlo in un Hollow. Don Kanonji vorrebbe eseguire un nuovo esorcismo ed Ichigo si vede costretto a farlo partecipare allo scontro. Dopo che Ichigo sconfigge l'Hollow, Kanonji rimane sconvolto nel capire che i suoi esorcismi in realtà creavano dei mostri, ma Ichigo lo incita a mantenere il suo ruolo da eroe di fronte al pubblico, perché resta comunque un modello per i suoi fan. Kanonji torna subito a sorridere e fa di Ichigo "il suo studente numero uno". |                  |                |
| 11 | Il Quincy leggendario 「伝説のクインシー」 - Densetsu no Kuinshī | 14 dicembre 2004 | 26 aprile 2021 |
| 11 | Dopo aver rincorso vari Hollow che misteriosamente sparivano, facendo pensare a Rukia che ci fosse un guasto nel suo comunicatore, lei ed Ichigo vengono avvicinati da Uryū Ishida, un loro compagno di classe, che dice di essere un Quincy e di odiare gli Shinigami. In seguito Ichigo lo segue dopo l'uscita da scuola, ma Ishida ne avverte la sua energia spirituale e gli propone una sfida. Intanto, Urahara spiega a Rukia che gli appartenenti al clan dei Quincy operavano una metodica distruzione degli Hollow, invece di purificarli come fanno gli Shinigami, ed è questo che ha portato alla distruzione del loro clan. |                  |                |
| 12 | Un destro gentile 「やさしい右腕」 - Yasashii migiude | 21 dicembre 2004 | 26 aprile 2021 |
| 12 | Ishida usa un'esca per attrarre gli Hollow e sfidare Ichigo ad eliminarne il numero maggiore; Ichigo si allontana per proteggere le sue sorelle. Intanto appare un Hollow nel campo in cui sta giocando Karin e la ragazza dirige Chad, che si trovava nei paraggi, nel combattimento contro di esso. Per poterlo sconfiggere, Chad fa appello alla memoria di suo nonno e appare un'armatura sul suo braccio destro, che gli permette di purificare il mostro che ora riesce a vedere nitidamente. A scuola, Orihime si accorge di un altro Hollow. |                  |                |
| 13 | Il fiore e l'Hollow 「花とホロウ」 - Hana to Horō | 28 dicembre 2004 | 26 aprile 2021 |
| 13 | L'Hollow che ha attaccato la scuola è in grado di manovrare gli umani che sono stati colpiti dai suoi semi e se ne serve per attaccare Orihime, usando anche Tatsuki dopo che questa aveva provato a bloccare gli altri studenti. Per il desiderio di proteggerla, come Tatsuki ha sempre fatto con lei, Orihime riesce a materializzare gli Shun Shun Rikka, sei spiriti presenti nei fermagli che le aveva regalato il fratello, e sconfigge l'Hollow. In seguito, Urahara prende Orihime e Chad per aiutarli a sviluppare i loro nuovi poteri e per far loro conoscere la verità. |                  |                |
| 14 | Lotta mortale, schiena contro schiena! 「背中合わせの死闘!」 - Senaka awase no shitō! | 11 gennaio 2005  | 26 aprile 2021 |
| 14 | Rukia spiega ad Ichigo che gli Shinigami hanno sterminato i Quincy, che distruggono gli Hollow invece di purificarli, perché questo avrebbe comportato la rottura dell'equilibrio tra mondo dei vivi e Soul Society. Ishida afferma che non è per questo che odia gli dèi della morte, ma per il fatto che non hanno aiutato il suo maestro nel combattimento che gli fu fatale. Il numero di Hollow continua a crescere, al punto che Ichigo e Ishida non hanno altra scelta se non combattere insieme, strategia che seguono anche contro un Menos Grande, essere nato dalla fusione di centinaia di Hollow. I loro attacchi non sono efficaci e Ishida vorrebbe incanalare l'energia di Ichigo nelle sue frecce, ma quando il Menos Grande lancia un Cero, un colpo energetico, Ichigo fa appello a tutta la sua forza e riesce a respingerlo, ferendo il Menos e facendolo scappare. Ichigo perde il controllo del suo potere e riesce a riottenerlo solo grazie ad Ishida, che utilizzando il suo arco riesce a disperdere il surplus di energia. |                  |                |
| 15 | Il grandioso piano di Kon 「コンのウハウハ大作戦」 - Kon no UHAUHA daisakusen | 18 gennaio 2005  | 26 aprile 2021 |
| 15 | Stanco di come viene trattato, Kon scappa alla ricerca di un luogo in cui sia rispettato, ma tutte le persone che incontra, principalmente compagne di classe di Ichigo, volontariamente o meno finiscono sempre per maltrattarlo. A scuola, Ichigo cerca di coinvolgere Ishida nel suo gruppo di amici, ottenendo risultati discutibili, e altrettanto accade tra le ragazze della classe e Rukia, che tuttavia è sempre più convinta che non dovrebbe ambientarsi troppo nel mondo degli umani poiché probabilmente dovrà andarsene presto. All'emporio Urahara si presenta un gatto parlante di nome Yoruichi Shihōin, che avverte il mercante che gli Shinigami sono arrivati. Più tardi, Rukia fugge da casa di Ichigo, ma ci sono due Shinigami che la seguono. |                  |                |
| 16 | Appare Renji Abarai! 「阿散井恋次、見参!」 - Abarai Renji, misan! | 25 gennaio 2005  | 26 aprile 2021 |
| 16 | Uno dei due Shinigami, Renji Abarai, attacca Rukia chiedendole chi sia l'umano che le ha preso i poteri, ma durante lo scontro vengono interrotti da Ishida. Questi viene rapidamente sconfitto mentre Ichigo, messo in allarme da Kon, si accorge del biglietto d'addio lasciatogli da Rukia. Ichigo arriva prima che Renji possa finire Ishida, ma lo Shinigami riesce ad infliggergli una profonda ferita. Mentre Renji lo accusa di non aver capito che Rukia se ne è andata per non metterlo in pericolo, Ichigo riesce a sfruttare una sua distrazione e lo ferisce sul mento. Il capitano Byakuya Kuchiki, fratello di Rukia, informa Renji del fatto che Ichigo sia riuscito a ferire il Menos Grande e gli dice di non abbassare la guardia, ma Renji schernisce il ragazzo perché non è neanche in grado di chiedere il nome alla sua zanpakutō, quindi usa il primo rilascio della spada, detto shikai, e lo ferisce di nuovo. |                  |                |
| 17 | Ichigo muore! 「一護、死す!」 - Ichigo, shisu! | 1º febbraio 2005 | 26 aprile 2021 |
| 17 | Rukia blocca momentaneamente Renji e grida ad Ichigo di scappare, ma lui sprigiona di nuovo il suo potere e riesce a ribaltare la situazione a suo favore, ferendo Renji. Il capitano Kuchiki spezza la zanpakutō di Ichigo prima del colpo finale, quindi lo ferisce per due volte, recidendo la sua catena del fato, il tutto senza che Ichigo se ne accorga. Ichigo non è più in grado di alzarsi e Rukia le dice di non seguirla, cercando di non metterlo in pericolo, mentre viene riportata nella Soul Society da Renji e suo fratello. Ichigo si sveglia a casa di Urahara, il quale lo ha raccolto e curato ed ora gli offre un metodo per andare nella Soul Society, a patto che accetti di allenarsi con lui per i prossimi dieci giorni. |                  |                |
| 18 | Riappropriati del potere di Shinigami! 「取り戻せ! 死神の力!」 - Torimodose! Shinigami no chikara! | 8 febbraio 2005  | 26 aprile 2021 |
| 18 | A scuola nessuno sembra ricordarsi di Rukia e Ichigo sembra indeciso su cosa fare, ma dopo una chiacchierata con Orihime per spiegarle quello che è successo, Ichigo è pronto per l'allenamento. Nella Soul Society, Renji cerca di risollevare Rukia dicendo che suo fratello sta cercando di farle ridurre la pena, ma lei afferma che Byakuya non ha mai cercato di proteggerla. In un grande spazio sotto l'emporio Urahara, Ichigo comincia il suo allenamento; il primo esercizio consiste nel combattere contro Ururu Tsumugiya, una bambina che abita all'emporio, per imparare a respirare sotto forma di anima e ripristinare il suo potere spirituale. Intanto Yoruichi si offre di insegnare a Orihime e Chad ad usare i loro poteri, ed Ishida inizia un allenamento per conto proprio. Per il secondo esercizio di Ichigo, Urahara recide la sua catena del fato e lo fa cadere in un pozzo dove questa si consumerà in 72 ore; se entro tale tempo Ichigo non riuscirà a diventare uno Shinigami e ad uscire dal pozzo, con le braccia legate da un incantesimo controllato da Tessai Tsukabishi, si trasformerà in Hollow e verrà eliminato dallo stesso Urahara. |                  |                |
| 19 | Ichigo diventa un Hollow! 「一護、ホロウに墜ちる!」 - Ichigo, Horō ni ochiru! | 15 febbraio 2005 | 26 aprile 2021 |
| 19 | Byakuya comunica a Renji e Rukia che quest'ultima sarà giustiziata dopo 25 giorni. Yoruichi comincia l'allenamento di Chad ed Orihime e la ragazza riesce ad evocare i suoi poteri. Ichigo ha trascorso 70 ore in fondo al pozzo e gli ultimi anelli della sua catena del fato si stanno erodendo, dando il via alla sua trasformazione in Hollow, ma, come spiega Urahara, poiché la sua maschera compare senza che il suo corpo si sia disintegrato, Ichigo si sta opponendo al processo. Nel suo mondo interiore, un uomo di cui Ichigo non riesce a sentire il nome gli dice che deve riconoscere la scatola dove sono contenuti i suoi poteri: Ichigo ci riesce e all'interno trova l'elsa di una zanpakutō, che estrae proprio mentre la sua trasformazione in Hollow sta per completarsi e Tessai si sta preparando ad ucciderlo. Ichigo esce dal pozzo con dei vestiti da Shinigami ed una maschera da Hollow, ma rompe quest'ultima e dice ad Urahara di volerlo sfidare; inizia così la terza prova, che consiste nel far saltare il cappello di Urahara entro cinque minuti.                                                                                           |                  |                |
| 20 | L'ombra di Gin Ichimaru 「市丸ギンの影」 - Ichimaru Gin no kage | 22 febbraio 2005 | 26 aprile 2021 |
| 20 | Inizia il combattimento contro Urahara, che distrugge quello che restava della zanpakutō di Ichigo. Messo alle strette, Ichigo riesce a sentire lo spirito della sua zanpakutō rivelargli il proprio nome, Zangetsu, e dall'impugnatura della vecchia spada se ne forma una nuova, che ricorda più un grosso coltello che una katana. Urahara afferma che la vera terza lezione può iniziare ed Ichigo lancia un colpo molto potente, da cui Urahara deve proteggersi usando i poteri della sua zanpakutō, Benihime. Anche Ishida, Orihime e Chad hanno fatto progressi con i loro poteri. Arriva il momento della partenza, ed Ichigo e gli altri si trovano di fronte all'emporio di Urahara; nella base sotterranea lui e Tessai hanno preparato il passaggio per andare alla Soul Society, ma possono tenerlo aperto solo per quattro minuti, entro i quali se non riusciranno a giungere dall'altra parte, si perderanno per sempre. I ragazzi partono, guidati da Yoruichi. |                  |                |

## DVD

### Giappone
Gli episodi della prima stagione di Bleach sono stati distribuiti in Giappone anche tramite DVD, quattro episodi per disco, da febbraio 2005 a giugno 2005.
| N° | Data            | Dischi | Episodi |
| -- | --------------- | ------ | ------- |
| 1  | 2 febbraio 2005 | 1      | 1-4     |
| 2  | 2 marzo 2005    | 1      | 5-8     |
| 3  | 13 aprile 2005  | 1      | 9-12    |
| 4  | 11 maggio 2005  | 1      | 13-16   |
| 5  | 1º giugno 2005  | 1      | 17-20   |

### Italia
Gli episodi della prima stagione di Bleach sono stati distribuiti in Italia anche tramite Blu-Ray e DVD il 3 novembre 2021.
| N° | Data            | Dischi | Episodi |
| -- | --------------- | ------ | ------- |
| 1  | 3 novembre 2021 | 3      | 1-20    |